# Melolontha taygetana
Melolontha taygetana är en skalbaggsart som beskrevs av Claudius Rey 1999. Melolontha taygetana ingår i släktet Melolontha och familjen Melolonthidae. Inga underarter finns listade i Catalogue of Life.